# 두려움 없는 사랑
《두려움 없는 사랑》은 1992년 5월 2일부터 1992년 10월 25일까지 방영된 SBS 주말극장으로, 이 시대 연인들을 통해 본 사랑의 가치를 조명하는 드라마다.

## 줄거리
대학 4학년생인 경애는 현대무용을 전공하는 부유한 집안의 딸이다. 무용발표회에 쓸 음악 때문에 작곡가 명노를 만난 뒤 사랑하는 사이가 되지만 어려운 집안 홀어머니의 외아들인 명노는 경애 부모의 맘에 들지 않는다. 경애 집안의 반대에도 불구하고 우여곡절 끝에 약혼식을 올린 두 사람은 잠시 행복을 맛보지만 악성임파종이 명노를 찾아온다. 주위의 반대를 무릅쓰고 결혼을 하려는 경애의 헌신적인 사랑은 결국 죽음을 넘어서게 한다.

## 등장 인물
- 고현정 : 신경애 역
- 최재성 : 윤명노 역
- 전운 : 신석훈 역
- 김윤경 : 박영주 역
- 정혜선 : 정희자 역
- 김동주 : 윤미 역
- 이상숙 : 신경주 역
- 서학 : 전지수 역
- 이동진 : 신경민 역
- 허윤정: 이명혜 역
- 서정민 : 강주희 역
- 오대규 : 길우 역
- 김선애 : 김하나 역
- 안정훈 : 장기태 역
- 변소정 : 윤명인 역
- 김선민 : 김두나 역
- 김마리 : 윤명지 역
- 조하문 : 조하문 역
- 노영국 : 이환 역
- 최화정 : 최민정 역
- 유명순
- 정태섭
- 이미지
- 양금석
- 구보석

## 수상
- 1993년 제20회 한국방송대상 남자탤런트상 최재성

## 참고 사항
- 1992년 5월 2일 방영분에서 이상숙(신경주 역)이 속살 비치는 속옷차림으로 침대에 앉아있는 모습을 내보내어 비난을 샀다.[1]
- 허황된 상황 설정, 빗나간 가치관을 내보내어, 신파극으로 변질되었다는 비판을 받았다.[2]
- 해당 작품의 성공으로 SBS는 신생사임에도 불구하고 MBC에 버금가는 드라마 강국으로 부상하였다.[3]

## 같이 보기
- 숲속의 바람
- 사랑을 위하여 (KBS 2TV)
- 사랑이 뭐길래
- 마포 무지개
- 아들과 딸 (MBC TV)